# Estany de l'Ós
L'Estany de l'Ós, o Estany Gros, és un estany d'origen glacial de la comuna de Censà, a la comarca del Conflent, de la Catalunya del Nord.
És un dels estanys dels contraforts del Madres, a la capçalera de la vall de la Ribera de Cabrils, anomenada Ribera de Censà en aquesta comuna. L'estany és a prop de l'extrem nord-oest del terme, a prop del termenal amb el del Bosquet, comuna occitana de la comarca del País de Salt, al sud del Coll dels Gavatxos. És un dels nombrosos estanys dels contraforts del Madres.